# 知一镇
知一镇，是中华人民共和国黑龙江省鸡西市密山市下辖的一个乡镇级行政单位。

## 行政区划
知一镇下辖以下地区：
加禾村、福兴村、迎恩村、知一村、向化村、归仁村和崇实村。